# Soosiulus hastatus
Soosiulus hastatus är en insektsart som beskrevs av Young 1977. Soosiulus hastatus ingår i släktet Soosiulus och familjen dvärgstritar. Inga underarter finns listade i Catalogue of Life.